# Кугуки
Кугуки́ — село в Україні, у Корюківській міській громаді Корюківського району Чернігівської області. Населення становить 45 осіб. 
До 2016  орган місцевого самоврядування — Тютюнницька сільська рада.

## Географія
Село розташоване за 3 км від районного центру і залізничної станції Корюківка . Висота над рівнем моря — 144 м.

## Топоніміка
За розповідями старожилів, село дістало назву від першого поселенця-козака на прізвисько Кугук.

## Історія
12 червня 2020 року, відповідно до розпорядження Кабінету Міністрів України № 730-р «Про визначення адміністративних центрів та затвердження територій територіальних громад Чернігівської області», увійшло до складу Корюківської міської громади.
19 липня 2020 року, в результаті адміністративно-територіальної реформи та ліквідації колишнього Корюківського району, село увійшло до складу новоутвореного Корюківського району.